# Andøya Lufthavn, Andenes
Andøya Lufthavn, Andenes (IATA: ANX, ICAO: ENAN) er en lufthavn ved Andenes på Andøya i Nordland fylke i Norge. Lufthavnen er militær, men har også civil trafik. Den militære del er del af Andøya Flyvestation. Den civile del ejes og drives af Avinor AS.

## Historie
Ønsket om at bygge en lufthavn på Andøya blev præsenteret på et NATO-møde i Lissabon i 1951. I marts 1952 besluttedes det at bygge lufthavnen. Der var flere muligheder for, hvor øens lufthavn skulle ligge, men valget faldt på området mellem Andenes og landsbyen Haugnes. Hele landsbyen Haugnes med bygninger og jorder blev eksproprieret for at gøre plads til lufthavnen.
Første landing af fly i den delvist færdige lufthavn var 17. september 1954. Der var også behov for civil trafik i lufthavnen, og det første civile passagerfly var et SAS-fly 2. april 1964.

## Ulykke
- 31 Juli 1988 blev fire mennesker dræbt, efter at en privat Cessna 172-maskine styrtede ned vest for lufthavnen lige efter takeoff. [1]

## Brug
Fra 1. april 2007 fløj Widerøe på ruten mellem Andøya og Bodø og Tromsø, efter at Coast Air tidligere på året besluttede at trække sig fra denne rute, som de havde fløjet fra 1. april 2006. Norwegian har annonceret, at firmaet vil lancere direkte fly til Oslo, hovedsagelig om sommeren og ved ferier  Lufthavnen befordrede 48.254 passengers, 3.189 flyvninger og 15 ton fragt i 2012.
Militære P-3 Orion overvågningsfly har base på Andøya Flyvestation ved lufthavnen.

## Ruter og selskaber
|       | Flyselskab            | Destinationer                               |
| ----- | --------------------- | ------------------------------------------- |
| Norge | Norwegian Air Shuttle | Oslo(opstart sommeren 2012)                 |
| Norge | Widerøe               | Bodø, Narvik (Framnes), Stokmarknes, Tromsø |